# Schell Judit
Schell Judit (Debrecen, 1973. április 16. –) Jászai Mari-díjas magyar színésznő, érdemes művész.

## Életpályája
A Színház- és Filmművészeti Főiskolát 1995-ben végezte el Kapás Dezső és Horvai István osztályában. A főiskola után a Radnóti Miklós Színház művészeként kezdte a pályát, ahol 8 évet töltött el. 2003-ban a Nemzeti Színházhoz szerződött. 2012 óta a Thália Színház tagja, 2018-2021 között a színház művészeti vezetője. 2020 nyara végén Spanyolországba költözött egy évre, ahol tanulmányokat folytatott. Művészeti vezetői munkáját továbbra is ellátta, 2021 nyarán hazaköltözve azonban úgy döntött, kitöltve szerződési idejét, szeptembertől korábbi munkaviszonyait (mind vezetőként, mind színészként) feladja a teátrumban.
2017. december 6-án bejelentették, hogy a Dunán a 2018-as Eurovíziós Dalfesztivál magyarországi előválogatójának ő lesz az egyik zsűritagja.

### Magánélete
Első gyermekét Lászlót, még főiskolásként, 21 évesen szülte. Schmied Zoltán színművésszel két közös gyermekük van: Boldizsár (2008) és Borbála (2012). 2020-ban jelentették be szakításukat.

## Filmjei
| Bemutató  | Cím                                       | Szerep                               | Rendező                      |
| --------- | ----------------------------------------- | ------------------------------------ | ---------------------------- |
| 2023      | Műanyag égbolt                            | Dr. Madu                             | Bánóczki Tibor               |
| 2022-2023 | A Király                                  | Zámbó Edit (idősebb)                 | Kovács Dániel Richárd        |
| 2021      | Post Mortem                               | Marcsa                               | Bergendy Péter               |
| 2019      | Szép csendben                             | Krisztina, Dávid édesanyja           | Nagy Zoltán                  |
| 2018      | Remélem legközelebb sikerül meghalnod :-) | Krisztina, Eszter édesanyja          | Schwechtje Mihály            |
| 2017      | Terápia                                   | Krisztina                            | Gigor Attila, Enyedi Ildikó  |
| 2014      | Senki szigete                             |                                      | Török Ferenc                 |
| 2017      | Brazilok                                  | Polgármesterné                       | M. Kiss Csaba, Rohonyi Gábor |
| 2016–2019 | Csak színház és más semmi                 | Báthory Alinda                       | Miklauzic Bence              |
| 2010      | Zimmer Feri 2.                            | Leonóra                              | Tímár Péter                  |
| 2008      | Pánik                                     | Dr. Berger Berta, Zsuzsi terapeutája | Till Attila                  |
| 2006      | Konyec – Az utolsó csekk a pohárban       | Ági                                  | Rohonyi Gábor                |
| 2005      | Csak szex és más semmi                    | Sárfi Dóra                           | Goda Krisztina               |
| 2005      | Sorstalanság                              | anya                                 | Koltai Lajos                 |
| 2004      | Állítsátok meg Terézanyut!                | Marcsi                               | Bergendy Péter               |
| 2004      | A mohácsi vész                            | Juci                                 | Jancsó Miklós                |
| 2004-2009 | Életképek                                 | Hertelendi Judit                     | Horváth Ádám                 |
| 2003      | Az ember, aki nappal aludt                |                                      | Szabó László                 |
| 2003      | Somlói galuska                            |                                      | Meskó Zsolt                  |
| 2002      | Kelj fel, komám, ne aludjál!              |                                      | Jancsó Miklós                |
| 2001      | Egérút                                    | a szerető                            | Sára Júlia                   |
| 2001      | A szivárvány harcosa                      | János felesége                       | Havas Péter                  |
| 2001      | Vademberek                                | Emese                                | Szurdi Miklós                |
| 2000      | Utolsó vacsora az Arabs Szürkénél         |                                      | Jancsó Miklós                |
| 1999      | Kisváros                                  | Zsuzsa, a rádió egyik munkatársa     | Pajer Róbert                 |
| 1997      | Anconai szerelmesek                       |                                      | Márton István                |
| 1996-1999 | Szomszédok                                | Mátrai Gabi, ügyvéd                  | Horváth Ádám                 |

## Színházi szerepei
| Darab                     | Szerep                                                      | Színház                 | Bemutató             |
| ------------------------- | ----------------------------------------------------------- | ----------------------- | -------------------- |
| III. Richard              | Lady Anna                                                   | Nemzeti Színház         | 2004. november 4.    |
| Anconai szerelmesek       | Dorina, Tomao házvezetőnője                                 | Ruttkai Éva Színház     |                      |
| Athéni Timon              |                                                             | Radnóti Miklós Színház  |                      |
| A Kripli                  | Eileen                                                      | Radnóti Miklós Színház  | 2001. október 19.    |
| A park                    | Helen                                                       | Nemzeti Színház         | 2009. március 20.    |
| Az élet álom              | Estrella                                                    | Nemzeti Színház         | 2005. október 13.    |
| Bástyasétány '77          | Bogár Anna, fotóművész                                      | Radnóti Miklós Színház  | 2002. december 6.    |
| Boldogtalanok             | Nemesváraljai Gyarmaky Róza, nyomdai munkáslány             | Nemzeti Színház         | 2005. október 25.    |
| Czillei és a Hunyadiak    | Ronow Ágnes, ágyas                                          | Nemzeti Színház         |                      |
| Egy bizonyítás körvonalai |                                                             | Merlin                  | 2003. február 25.    |
| Erdő                      | Akszjusa                                                    | Radnóti Miklós Színház  | 1999. március 7.     |
| Györgyike, drága gyermek  | Anna                                                        | Nemzeti Színház         | 2003. december 18.   |
| Három nővér               | Olga                                                        | Radnóti Miklós Színház  | 2002. október 20.    |
| Három nővér               | Mása                                                        | Nemzeti Színház         | 2010. szeptember 24. |
| Háztűznéző                | Agafja Tyihonovna, kereskedő lánya, eladósorban             | Radnóti Miklós Színház  | 1994. november 27.   |
| Hermelin                  | Tóth Hermelin                                               | Nemzeti Színház         | 2007. április 20.    |
| Holnap reggel             | Lehotay Mária, a mérnök volt felesége                       | Nemzeti Színház         | 2003. október 18.    |
| Máli néni                 | Tilda                                                       | Radnóti Miklós Színház  | 2001. április 1.     |
| Mirandolina               | Mirandolina, a fogadósnő                                    | Radnóti Miklós Színház  | 2000. május 14.      |
| Nyugat 100                |                                                             | Nemzeti Színház         | 2008. december 2.    |
| Ördögök                   |                                                             | Nemzeti Színház         | 2007. október 29.    |
| Patkányok                 | Johnné                                                      | Radnóti Miklós Színház  | 2001. december 16.   |
| Sárga liliom              |                                                             | Nemzeti Színház Színház | 2004. szeptember 10. |
| Sirály                    | Zarecsnaja                                                  | Radnóti Miklós Színház  | 1999. december 12.   |
| Szilveszter               |                                                             | Nemzeti Színház         |                      |
| Ványa bácsi               | Szofja Alekszandrovna, Szerebrjakov lánya első házasságából | Radnóti Miklós Színház  | 1996. október 26.    |

## Szinkronszerepei
- Ügyvédek: Lindsay Dole - Kelli Williams
- Csillagkapu: Captain/Major/Lt. Col. Samantha "Sam" Carter - Amanda Tapping (2. hang)
- Ments meg!: Laura Miles - Diane Farr
- Föld 2 – A világűr Robinsonjai: Dr. Julia Heller - Jessica Steen
- Egy kamasz lány naplója: Anna - Sam Loggin
- Valkűr: Nina Schenk Gräfin von Stauffenberg[13]

## Hangjátékok
- Nagy Koppány Zsolt: Amelyben Ekler Ágostra emlékezünk (2013)
- Ödön von Horváth: Korunk gyermeke (2013)
- Sultz Sándor: Megyünk haza!  (2013)
- Móricz Zsigmond: Tündérkert (2014)
- Casanova: Casanova visszatér (2015) – közreműködő[14]
- Móricz Zsigmond: Forró mezők (2015)
- Rejtő Jenő: Vesztegzár a Grand Hotelben (2016)
- Kosztolányi Dezső: Városi történetek az 1900-as évekből (2018)
- Kosztolányi Dezső: Városi történetek az 1910-es évekből (2018)
- Kosztolányi Dezső: Városi történetek az 1920-as évekből (2018)
- Rejtő Jenő: Tatjána (2018) – Tatjána
- Móricz Zsigmond: A nap árnyéka (2019)
- Domonyi Rita: Tündérbodár (2020)

## CD-k és hangoskönyvek
- Magyarország kedvenc gyermekmeséi + dalok - Válogatott örökzöldek

## Díjai
- Színikritikusok Díja — A legjobb női mellékszereplő (1997, 2002)
- Jászai Mari-díj (2000)
- POSZT – legjobb női mellékszereplő díja (2002)
- POSZT – legjobb 30 év alatti színésznő (2002)
- Magyar Filmkritikusok Díja – Legjobb női alakítás díja (2006)
- Súgó Csiga díj (2006)
- Monte-Carlo, legjobb női főszereplő díja a Csak szex és más semmiben nyújtott alakításáért (2006)
- A Magyar Köztársasági Érdemrend lovagkeresztje (2007)
- Comedy Cluj fesztivál: legjobb színésznő (2009)[15]
- Érdemes művész (2017)[16]
- Budapestért díj (2017)[17]
- Televíziós Újságírók Díja – Legjobb színésznő (2023) – A Király